# Andrej Strmiska
Andrej Strmiska, né le 22 octobre 1996 à Bratislava, est un coureur cycliste slovaque. Il participe à des compétitions sur route et sur piste,.

## Biographie
Lors de la saison 2017, il obtient trois médailles d'argent aux championnats de Slovaquie sur piste (omnium, scratch, course aux points), battu à chaque reprise par son compatriote Filip Taragel.

## Palmarès sur route

### Par années
- 2015
  - 3e du championnat de Slovaquie du contre-la-montre espoirs

### Classements mondiaux
| Année           | 2017   |
| --------------- | ------ |
| UCI Europe Tour | 1 910e |

## Palmarès sur piste

### Championnats du monde
- Apeldoorn 2018
  - 21e de la course aux points[5]

### Championnats nationaux
- 2017
  - 2e du championnat de Slovaquie de l'omnium
  - 2e du championnat de Slovaquie de course aux points
  - 2e du championnat de Slovaquie de scratch
- 2018
  - 3e du championnat de Slovaquie de l'américaine
  - 3e du championnat de Slovaquie de scratch
- 2019
  - 2e du championnat de Slovaquie de course aux points
  - 3e du championnat de Slovaquie du kilomètre
  - 3e du championnat de Slovaquie de l'omnium